# Pimpinella koreana
Pimpinella koreana là một loài thực vật có hoa trong họ Hoa tán. Loài này được (Y. Yabe) Nakai miêu tả khoa học đầu tiên năm 1909.